# Izabela Francouzská (1295–1358)
Izabela Francouzská (1295?, Paříž – 22. srpna 1358, Hertford) byla anglickou královnou, manželkou anglického krále Eduarda II. z dynastie Plantagenetů

## Život

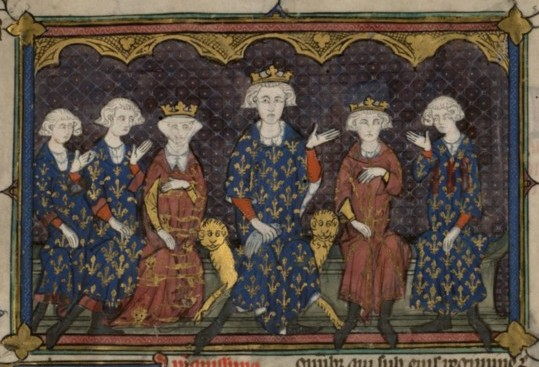
Izabela s otcem a bratry (středověká iluminace)

Izabela se narodila jako nejmladší dcera francouzského krále Filipa IV. a jeho manželky Jany Navarrské zřejmě mezi květnem a listopadem 1295. Ještě jako dítě byla zasnoubena s Eduardem II. Důvodem byl spor Anglie a Francie o Gaskoňsko a nároky na Anjou, Normandii a Akvitánii. Vlastní sňatek se začal připravovat až po smrti Eduarda I. roku 1307. I když spolu měli čtyři potomky, Eduard byl zřejmě bisexuální a věnoval se i svým mužským oblíbencům, Piersovi Gavestonovi a později Hugovi Despenserovi.
| „                | ...Eduard II. byl slabý a nemoudrý král. Protože sám dost dobře vládnout nemohl, svěřil správu království svému oblíbenci, jakémusi Hugo Spencerovi... | “ |
| — Jean Froissart | |   |

Izabela opovrhovala královými oblíbenci, a když roku 1321 očekávala narození nejmladšího dítěte, dramaticky žádala Eduarda, aby Despensera vyhnal ze země. Despenser byl sice vyhoštěn, ale Eduard ho později pozval zpět. To zřejmě byla hlavní příčina obratu vztahu Izabely k manželovi. I když královnin vztah k Robertovi Mortimerovi není zcela jasný, zdá se, že mu pomohla uniknout roku 1323 z Toweru. Později se stal jejím milencem. Mortimer byl ženatý a byl otcem dvanácti potomků.
Když Izabelin bratr, francouzský král Karel IV. s pomocí Karla z Valois obsadil roku 1325 Eduardova panství na kontinentu, vrátila se do Francie, nejdříve jako králův vyslanec s úkolem uzavřít mírovou dohodu mezi Anglií a Francií. Izabelina přítomnost ve Francii byla hlavní příčinou toho, že se mnoho anglických šlechticů obrátilo proti svému králi.
| „                | Po čase se nadutost pana Huga stala nesnesitelnou, takže angličtí páni, pokud zůstali naživu, nemohli ji už déle snášet. Dohodli se, že zapomenou na vlastní neshody a tajně vyšlou posla do Paříže, aby královně vyřídil, že sebere-li aspoň tisíc mužů a přijde s nimi spolu se synem Eduardem do Anglie, oni se s ní bezodkladně spojí a jejího syna budou následovat jako svého zákonného krále. | “ |
| — Jean Froissart | |   |

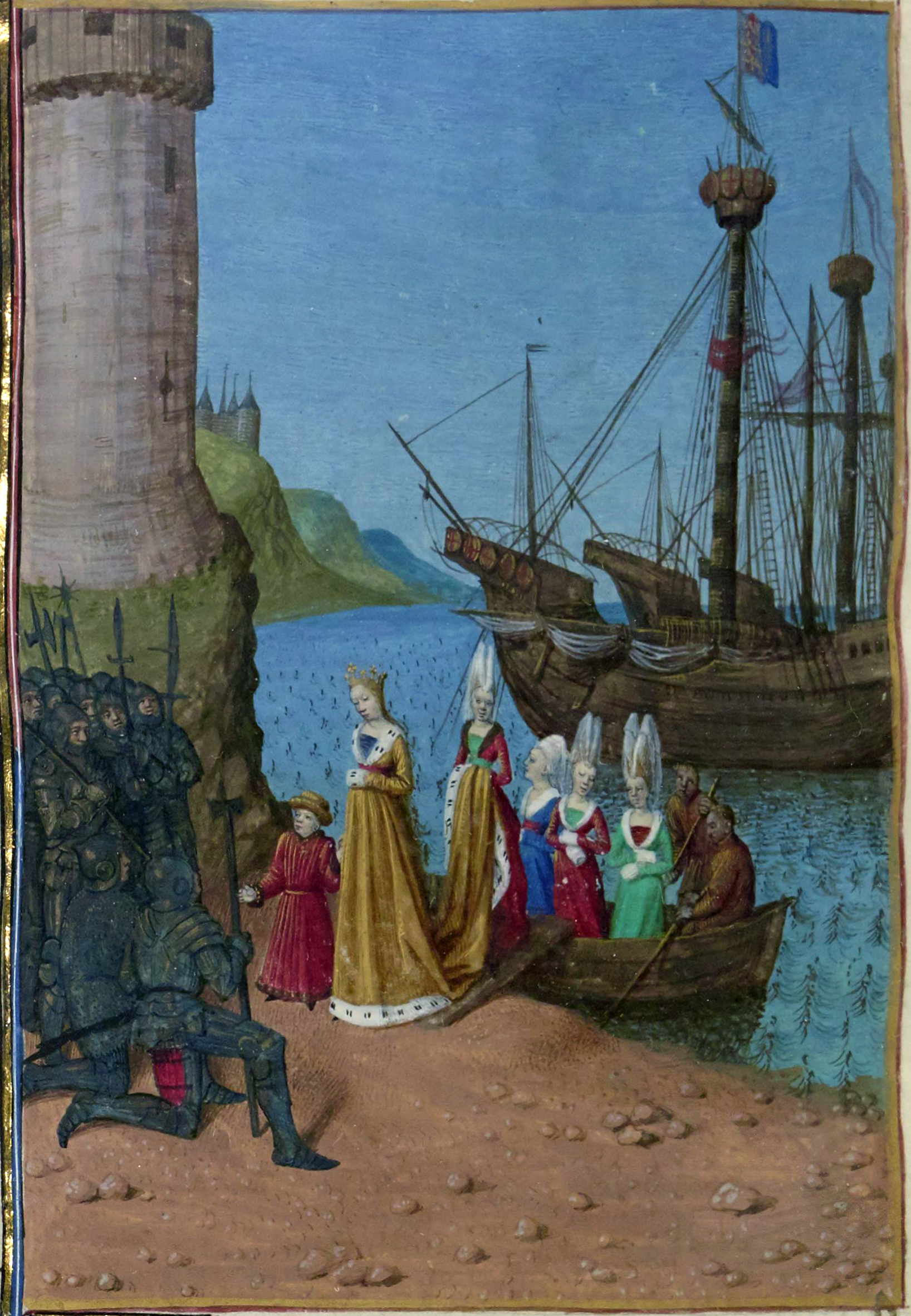
Izabela se se svým synem Eduardem vrací do Anglie (obraz Jeana Fouqueta)

Izabela spolu s Mortimerem sestavila armádu, s kterou by mohla Eduarda porazit. Eduard trval na tom, aby se Izabela vrátila do Anglie. Navzdory podpoře francouzského dvora se Izabela a Mortimer přesunuli do Holandska na dvůr Viléma, hraběte z Hainautu, jehož žena Johana byla Izabelinou sestřenicí. Hrabě Vilém za příslib sňatku Eduarda (později anglického krále) s dcerou Filipou daroval královně osm lodí na dopravu vojska do Anglie. 21. září 1326 přistála Izabela s Mortimerem a převážně žoldnéřským vojskem v Suffolku. Králem byla za jejich zabití vypsána velká odměna. Izabela odpověděla dvojnásobnou výší odměny za hlavu mladšího Despensera.
Invaze byla úspěšná, král Eduard byl zajat a uvězněn a oba Despenserové popraveni. Později se podařilo krále Eduarda přimět k abdikaci ve prospěch syna Eduarda III. Vzhledem k tomu, že následníkovi bylo v okamžiku korunovace (1. února 1327) čtrnáct let, ovládala království Izabela a Mortimer. Podle pověsti se oba domluvili na tom, že Eduarda II. nechali zavraždit, aby se vyhnuli nebezpečí jeho návratu na trůn.
Eduard III. po dosažení zletilosti nechal Izabelu a Mortimera uvěznit. Přes matčiny protesty nechal Mortimera v listopadu 1330 popravit. Eduard se k matce zachoval shovívavě, ale donutil ji, aby se stáhla z veřejného života a odstěhovala se na hrad Rising v Norfolku. Tam mohla žít v dostatečném přepychu a často navštěvovala syna a jeho rodinu. Zemřela 22. srpna 1358. Její ostatky byly dopraveny do Londýna a pohřbeny ve františkánském kostele u Newgate, který podlehl roku 1666 požáru. Bohatě iluminovaný žaltář, který pravděpodobně dostala od Eduarda jako svatební dar, je uložen v Bavorské státní knihovně.

## Vývod z předků
|                     |                        |  |                            |                                  |  |  |  |  |  |  |  | Ludvík VIII. Francouzský |
|                     |                        |  |                            |                                  |  |  |  |  |  |  |  |                          |
|                     | Ludvík IX. Francouzský |  |                            |                                  |  |  |  |  |  |  |  |                          |
|                     |                        |  |                            |                                  |  |  |  |  |  |  |  |                          |
|                     |                        |  |                            | Blanka Kastilská                 |  |  |  |  |  |  |  |                          |
|                     |                        |  |                            |                                  |  |  |  |  |  |  |  |                          |
|                     | Filip III. Francouzský |  |                            |                                  |  |  |  |  |  |  |  |                          |
|                     |                        |  |                            |                                  |  |  |  |  |  |  |  |                          |
|                     |                        |  |                            | Ramon Berenguer IV. Provensálský |  |  |  |  |  |  |  |                          |
|                     |                        |  |                            |                                  |  |  |  |  |  |  |  |                          |
|                     | Markéta Provensálská   |  |                            |                                  |  |  |  |  |  |  |  |                          |
|                     |                        |  |                            |                                  |  |  |  |  |  |  |  |                          |
|                     |                        |  |                            | Beatrix Savojská                 |  |  |  |  |  |  |  |                          |
|                     |                        |  |                            |                                  |  |  |  |  |  |  |  |                          |
|                     | Filip IV. Francouzský  |  |                            |                                  |  |  |  |  |  |  |  |                          |
|                     |                        |  |                            |                                  |  |  |  |  |  |  |  |                          |
|                     |                        |  |                            | Petr II. Aragonský               |  |  |  |  |  |  |  |                          |
|                     |                        |  |                            |                                  |  |  |  |  |  |  |  |                          |
|                     | Jakub I. Aragonský     |  |                            |                                  |  |  |  |  |  |  |  |                          |
|                     |                        |  |                            |                                  |  |  |  |  |  |  |  |                          |
|                     |                        |  |                            | Marie z Montpellieru             |  |  |  |  |  |  |  |                          |
|                     |                        |  |                            |                                  |  |  |  |  |  |  |  |                          |
|                     | Isabela Aragonská      |  |                            |                                  |  |  |  |  |  |  |  |                          |
|                     |                        |  |                            |                                  |  |  |  |  |  |  |  |                          |
|                     |                        |  |                            | Ondřej II. Uherský               |  |  |  |  |  |  |  |                          |
|                     |                        |  |                            |                                  |  |  |  |  |  |  |  |                          |
|                     | Jolanda Uherská        |  |                            |                                  |  |  |  |  |  |  |  |                          |
|                     |                        |  |                            |                                  |  |  |  |  |  |  |  |                          |
|                     |                        |  |                            | Jolanda z Courtenay              |  |  |  |  |  |  |  |                          |
|                     |                        |  |                            |                                  |  |  |  |  |  |  |  |                          |
| Izabela Francouzská |                        |  |                            |                                  |  |  |  |  |  |  |  |                          |
|                     |                        |  |                            |                                  |  |  |  |  |  |  |  |                          |
|                     |                        |  | Theobald III. ze Champagne |                                  |  |  |  |  |  |  |  |                          |
|                     |                        |  |                            |                                  |  |  |  |  |  |  |  |                          |
|                     | Theobald I. Navarrský  |  |                            |                                  |  |  |  |  |  |  |  |                          |
|                     |                        |  |                            |                                  |  |  |  |  |  |  |  |                          |
|                     |                        |  |                            | Blanka Navarrská                 |  |  |  |  |  |  |  |                          |
|                     |                        |  |                            |                                  |  |  |  |  |  |  |  |                          |
|                     | Jindřich I. Navarrský  |  |                            |                                  |  |  |  |  |  |  |  |                          |
|                     |                        |  |                            |                                  |  |  |  |  |  |  |  |                          |
|                     |                        |  |                            | Archambaud VIII. Bourbonský      |  |  |  |  |  |  |  |                          |
|                     |                        |  |                            |                                  |  |  |  |  |  |  |  |                          |
|                     | Markéta Bourbonská     |  |                            |                                  |  |  |  |  |  |  |  |                          |
|                     |                        |  |                            |                                  |  |  |  |  |  |  |  |                          |
|                     |                        |  |                            | Adéla z Forezu                   |  |  |  |  |  |  |  |                          |
|                     |                        |  |                            |                                  |  |  |  |  |  |  |  |                          |
|                     | Jana I. Navarrská      |  |                            |                                  |  |  |  |  |  |  |  |                          |
|                     |                        |  |                            |                                  |  |  |  |  |  |  |  |                          |
|                     |                        |  |                            | Ludvík VIII. Francouzský         |  |  |  |  |  |  |  |                          |
|                     |                        |  |                            |                                  |  |  |  |  |  |  |  |                          |
|                     | Robert I. z Artois     |  |                            |                                  |  |  |  |  |  |  |  |                          |
|                     |                        |  |                            |                                  |  |  |  |  |  |  |  |                          |
|                     |                        |  |                            | Blanka Kastilská                 |  |  |  |  |  |  |  |                          |
|                     |                        |  |                            |                                  |  |  |  |  |  |  |  |                          |
|                     | Blanka z Artois        |  |                            |                                  |  |  |  |  |  |  |  |                          |
|                     |                        |  |                            |                                  |  |  |  |  |  |  |  |                          |
|                     |                        |  |                            | Jindřich II. Brabantský          |  |  |  |  |  |  |  |                          |
|                     |                        |  |                            |                                  |  |  |  |  |  |  |  |                          |
|                     | Matylda Brabantská     |  |                            |                                  |  |  |  |  |  |  |  |                          |
|                     |                        |  |                            |                                  |  |  |  |  |  |  |  |                          |
|                     |                        |  |                            | Marie Štaufská                   |  |  |  |  |  |  |  |                          |
|                     |                        |  |                            |                                  |  |  |  |  |  |  |  |                          |